# منظمة الطوارئ غير الحكومية

شعار منظمة الطوارئ غير الحكومية.

منظمة الطوارئ غير الحكومية هي منظمة غير حكومية إنسانيه تقدم العلاج الطبي في حالات الطوارئ لضحايا الحرب المدنيين، وخاصة فيما يتعلق بالألغام الأرضية. تأسست من قبل الجراح جينو سترادا في عام 1994 في ميلانو في إيطاليا.

## روابط خارجية
- الصفحة الرئيسية لمنظمة الطوارئ الايطالية
- الصفحة الرئيسية لمنظمة الطوارئ الأمريكية
- الصفحة الرئيسية لمنظمة الطوارئ البريطانية